# ريتشارد فورستر (عالم آثار كلاسيكية)
ريتشارد فورستر (بالألمانية: Richard Foerster)‏ هو عالم آثار كلاسيكية وأستاذ جامعي ألماني، ولد في 2 مارس 1843 في غورليتس في ألمانيا، وتوفي في 7 أغسطس 1922 في فروتسواف في بولندا.